# Округ Шото (Монтана)
Шото (енгл. Chouteau County) је округ у америчкој савезној држави Монтана.

## Демографија
По попису из 2010. године број становника је 5.813, што је 157 (-2,6%) становника мање него 2000. године.
| Група             | 2000.         | 2010.         |
| Белци             | 5.009 (83,9%) | 4.387 (75,5%) |
| Афроамериканци    | 5 (0,1%)      | 3 (0,1%)      |
| Азијати           | 14 (0,2%)     | 21 (0,4%)     |
| Хиспаноамериканци | 40 (0,7%)     | 94 (1,6%)     |
| Укупно            | 5.970         | 5.813         |